# Barbara Uthmann
Barbara Uthmann, född von Elterlein omkring 1514 i Annaberg, död där 14 januari 1575, var en tysk affärsidkare. Hon drev med framgång ett företag som tillverkade lösflätor. Hon har traditionellt ansetts varit den första att industriellt ägna sig åt spetsknyppling, men detta kan inte bevisas. Hon är en framträdande gestalt i Erzgebirgeregionens historia. 